# Betânia (Manaus)

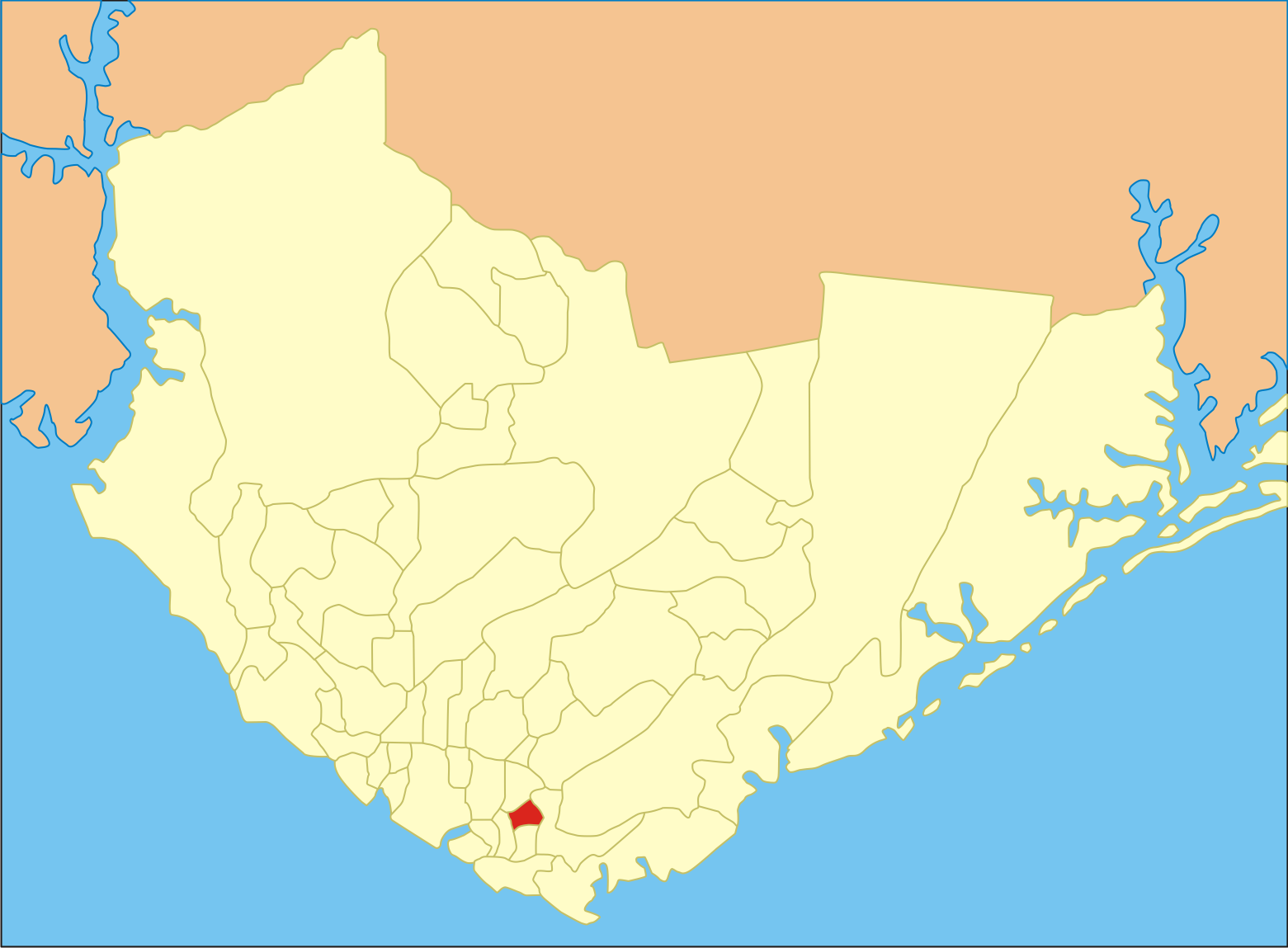
Localização do bairro Betânia em Manaus.

Betânia é um bairro do município brasileiro de Manaus, capital do estado do Amazonas. Localiza-se na Zona Sul da cidade. De acordo com estimativas da Secretaria de Desenvolvimento Econômico, Ciência, Tecnologia e Inovação do Amazonas (SEDECTI), sua população era de 12 940 habitantes em 2017.
Sendo um dos bairros mais antigos e tradicionais da capital.

## Localização
O bairro da Betânia começa na confluência do igarapé do Quarenta com o igarapé da Lagoa Verde, seguindo por este até o ponto frontal do beco São José, deste até a rua Vicente Reis com a rua Edgar Neves. Seguindo pela Edgar Neves até a rua São Lázaro, desta até a rua Santa Etelvina, passando pelo beco de mesmo nome, indo até a rua São Vicente, retornando ao extremo do igarapé do Quarenta, até a Lagoa Verde.